# Boldog vagyok
Boldog vagyok è il terzo album della cantante ungherese Friderika Bayer, pubblicato nel 1998 attraverso l'etichetta discografica EMI Records. Dall'album sono stati estratti i singoli Úgy illesz hozzám e Feltárcsáztad a szívem.

## Tracce
CD
1. Feltárcsáztad a szívem – 3:16
2. Tudnod kell – 3:28
3. Megbocsátanék – 3:26
4. Menedékház – 3:53
5. Más dimenzió – 3:56
6. Fehér madár – 3:55
7. Bár tehetném – 4:21
8. Épül már a házunk – 4:17
9. Békeföld – 4:12
10. Úgy illesz hozzám – 4:11
11. Boldog vagyok – 4:27